# PAKUTASO
PAKUTASO（ぱくたそ）は、商用利用が可能な写真素材（ストック写真）を無料で配布しているウェブサイトの一つ。同ジャンルのサービスとしては珍しく、独自のテーマに基づいた写真素材、時事ネタやインターネット・ミームを題材にしたオリジナル企画を展開しており、コンテンツサイトとしての特色もある。

## 概要

### 配布素材
配布されている写真素材は全て無料でダウンロード可能であり、クレジット表記なしで商用利用もできる。また、全ての写真にノイズ処理やトリミング加工が施されている。カメラマンならびにモデルは登録制であり、広告収入や企業からのスポンサー費用で収益を得ている。

### 人物写真
自然や風景といった写真素材の他に、実際にプロのモデルを起用した写真素材も無料配布されている。中でも「クリスマスぼっち写真」などユニークな写真素材や、「街頭演説風写真素材」、パロディ写真素材などが話題を集め、企画のリリース毎にニュースサイトにメディア記事が掲載されている。

### 企画素材
サービスの特徴として、写真素材の特集企画を多々行っていることが上げられる。例を挙げると、西アジア北端の国「グルジア」の風景写真を取り上げたものや、「三宅太鼓」をフィーチャーしたもの。また、特定企業の社員を被写体モデルとして起用する形でコラボレーションし、フリー素材という媒体を通し企業のPRを行うという企画も行っている。

### 写真素材以外の活動
PAKUTASOは、これまでテレビ番組等、複数のメディアに取り上げられている。写真素材配布以外では、デザインフェスタ（東京）への出展 や、特設サイトの企画、写真展の開催、運営関係者のセミナー登壇等も積極的に行っている。

### 名称の由来
運営者のハンドルネーム「すしぱく」が由来であり、他人から「ぱくさん」「ぱくたん」などと呼ばれるようになり、そこから「ぱくたそ」の名前が生まれたという。

## 沿革
- 2011年4月 - サービス開始。
- 2012年1月18日 - 男性モデルの無料写真素材を公開。以降、人物モデルを起用した素材が増加する。
- 2013年8月22日 - 「ツインテール」を大々的に取り上げた写真素材を公開[15]。
- 2014年
  - 2月3日 - 株式会社アトラエが運営する転職サイト「Green」とのコラボ写真素材をリリース。11月4日、第二段をリリース。
  - 3月12日 - 「壁ドン」の写真素材を公開[16][17]。
  - 4月8日 - Twitterで流行した「ハンドサイン画像」を実写化した素材を公開[18]。
  - 8月5日 - 株式会社リチャージとの共同企画で、宮古島をPRする写真素材をリリース[19]。
  - 9月1日 - 株式会社オールアバウトが運営する「All About」と、写真と動画のコラボ企画をリリース[20]。
  - 11月27日 - 株式会社ぐるなびと、都内5ヶ所の街並みを活かした同時公開コラボ企画をリリース[21]。
- 2015年
  - 1月28日 - 千葉県いすみ市役所公認でフリー素材を配信。
  - 3月25日 - 伊東温泉とコラボしたフリー素材を配信。
  - 6月24日 - プロ雀士とコラボした麻雀フリー素材を配信。
  - 8月30日 - 佐賀県伊万里市公認でフリー素材を配信。
  - 11月23日 - 福岡県大刀洗町役場公認でフリー素材を配信。
  - 11月29日 - ボディビルダーの写真素材を配信。
  - 12月9日 - クラウド会計ソフトのfreeeとコラボ写真素材を配信。
- 2016年
  - 3月25日 - 株式会社パソナとコラボ写真素材を配信。
  - 7月7日 - CROCO株式会社とのコラボ写真素材を配信
  - 7月27日 - DeNA傘下の投稿コミュニティサイト「エブリスタ」とのコラボ写真素材を配信
  - 10月3日 - ヴィレッジヴァンガードとのコラボ写真素材配信を開始。
  - 10月12日 - モーションエレメンツとコラボしてグリーンバックの写真素材を配信。
- 2017年
  - 2月27日 - 平湯温泉観光協会とコラボして写真素材を配信。以降断続的に同コラボ企画を配信。
  - 10月4日 - 岡山県鏡野町観光協会とコラボしてフリー素材を配信。
- 2018年
  - 1月19日 - 株式会社ウィルゲートのクラウドソーシング「サグーワークス」とコラボした写真素材を配信。以降断続的に同コラボ企画を配信。
  - 3月30日 - 宮崎県日南市役所公認でフリー素材を配信。
  - 8月6日 - 日清ヨーク株式会社とコラボ写真素材を配信。
  - 8月27日 - 鹿児島県徳之島花徳連合青年団とコラボしてフリー素材を配信。
  - 10月5日 - 群馬県長野原町役場公認でフリー素材を配信。
- 2019年
  - 4月22日 - 長崎県西彼杵郡時津町公認でフリー素材を配信。
  - 9月5日 - 北海道美唄市公認でフリー素材を配信。
- 2020年
  - 3月30日 - 株式会社カプコンの対戦格闘ゲーム『ストリートファイターV』を題材とした「eスポーツ」の写真素材サイトをカプコン公認でリリース[22]。メーカー公認でゲームの写真素材を配信する企画は世界初となる[23]。
  - 10月29日 - Saiga NAK全面協力の元、香港にあるアジア最大級のeスポーツスタジアム「CGA eSports Stadium」とコラボレーションし、eスポーツ施設のフリー素材を配信[24]。